# C.C. Sabathia
Carsten Charles „C.C.“ Sabathia (* 21. Juli 1980 in Vallejo, Kalifornien) ist ein ehemaliger US-amerikanischer Baseballspieler in der Major League Baseball (MLB) auf der Position des Pitchers.
Den Großteil seiner Karriere bestritt Sabathia für die New York Yankees.

## High School
Sabathia besuchte die Vallejo High School und spielte bereits dort sehr erfolgreich (insbesondere mit einem ERA von 0.77 in seiner letzten Saison). Auch im Football hätte Sabathia, zumindest auf College-Ebene, Karriere machen können.

## MLB-Karriere

### Cleveland Indians (2001–2008)
Sabathia wurde 1998 in der ersten Runde des Draft von den Cleveland Indians gedraftet. Im Jahr 2000 war er während der Vorbereitung Mitglied des US-Olympia-Baseballteams, kam aber bei den Olympischen Spielen 2000 nicht zum Einsatz.
Schon in seinem ersten Jahr 2001 konnte Sabathia bei den Indians überzeugen und wurde nur von Ichirō Suzuki bei der Wahl zum Rookie des Jahres der American League geschlagen.
In den Jahren 2003 und 2004 wurde er aufgrund seiner nach wie vor überzeugenden Leistungen für das All-Star-Game auf Seiten der AL berufen, außerdem 2007. 2006 wurde er der erste linkshändige Pitcher, der in seinen ersten sechs Karrierejahren mindestens zehn Siege erringen konnte. Diese Serie hat er in den Folgejahren auf nunmehr neun Jahre (einschließlich 2009) ausbauen können.

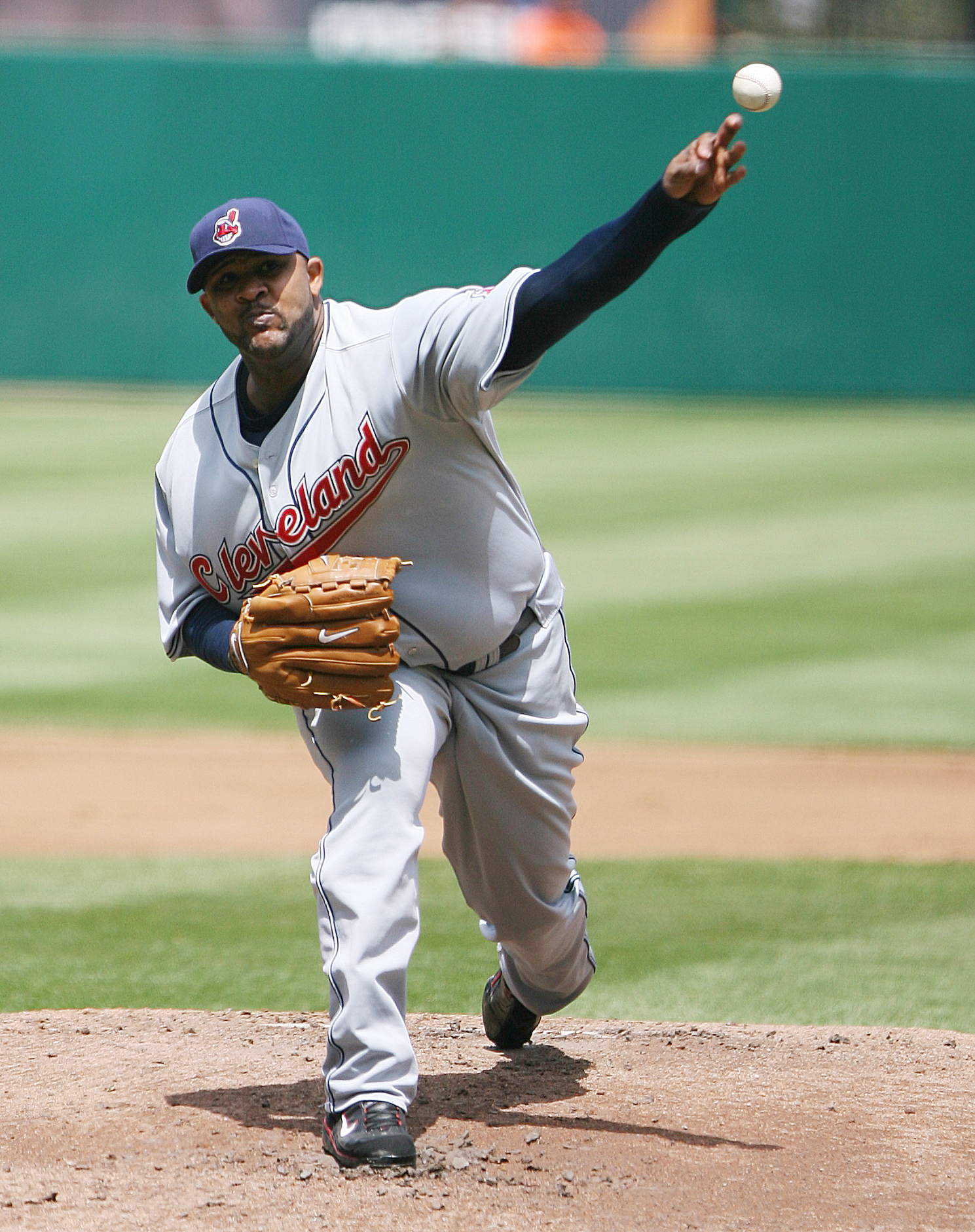
Sabathia für die Indians am 6. Mai 2007.

2007 war das bislang beste Jahr Sabathias mit einem ERA von 3.21 und einem Record von 19–7 bei 34 Starts. Auch aufgrund seiner Leistungen konnten die Cleveland Indians nach sechsjähriger Wartezeit wieder den Divisions-Titel erringen; Sabathia erhielt in diesem Jahr zum ersten Mal den Cy Young Award der American League, was ihn neben Gaylord Perry zum einzigen Pitcher der Cleveland Indians hinsichtlich dieser Ehrung machte, allerdings wurde im Folgejahr mit Cliff Lee ein weiterer Indians-Spieler so geehrt. In der Postseason jedoch enttäuschte Sabathia, als er in zwei Starts gegen die Boston Red Sox mit einem ERA von 10.45 zwei Niederlagen einstecken musste.
Das Jahr 2008 begann weniger erfolgreich, so dass die Indians einen Verkauf von Sabathia ins Auge fassten, bevor er als Free-Agent hätte ablösefrei wechseln können.

### Milwaukee Brewers (2008)
Folglich wurde Sabathia am 7. Juli 2008 an die Milwaukee Brewers für vier andere Spieler getradet. Zusammen mit den Spielen für Cleveland erzielte er in diesem Jahr 17–10 bei einem ERA von 2.70.
Bemerkenswert ist das Spiel vom 31. August 2008, in dem Sabathia einen möglichen No-Hitter durch einen als fair gewerteten abgebrochenen Schwung („checked swing“) eines gegnerischen Spielers „verlor“. Auch eine Petition an die Major League Baseball, dass dieser als Hit gewertete Schlag stattdessen als Error gewertet werden sollte, blieb erfolglos. Wiederum konnte Sabathia in der Postseason nicht überzeugen, als die Brewers die Division Series gegen die Philadelphia Phillies erreichten, aber verloren.

### New York Yankees (2009–2019)
Am 8. Dezember 2008 schloss Sabathia mit den New York Yankees einen auf sieben Jahre befristeten Vertrag mit einem Gesamtvolumen von 161 Millionen US-Dollar. Dieser Vertrag ist bis dahin der höchstdotierte Vertrag für einen Pitcher in der Geschichte der MLB.
In seiner ersten Saison für die Yankees erreichte er 19–8 bei einem ERA von 3.37, so dass er als erneuter möglicher Gewinner des AL Cy Young Awards gilt. In der Postseason konnte Sabathia erstmals an die Erfolge der regulären Saison anknüpfen und wurde aufgrund zweier Siege in der American League Championship Series zum Most Valuable Player, also wertvollsten Spieler, ernannt.

## Familie
Sabathia und seine Frau Amanda haben vier Kinder.